# Zádub (Zádub-Závišín)
Zádub (in tedesco Hohendorf) è una frazione di Zádub-Závišín, comune ceco del distretto di Cheb, nella regione di Karlovy Vary.

## Geografia fisica
Il villaggio si trova ad ovest di Zádub-Závišín e per esso passa la strada II/230. Vi sono state registrate 73 abitazioni, nelle quali vivono 154 persone.
Ricopre una superficie di 185,09 ha (equivalenti a circa 1,85 km²).
Altri comuni limitrofi sono Úšovice, Mariánské Lázně ed Hörgassing ad ovest, Závišín, Rájov e Číhaná a nord, Služetín ed Horní Kramolí ad est e Vlkovice, Stanoviště, Ovesné Kladruby, Milhostov, Martinov, Chotěnov, Vysočany, Holubín, Dolní Kramolín, Pístov e Výškovice a sud.